# 戈登·西格雷夫
戈登·斯蒂夫勒·西格雷夫（Gordon Stifler Seagrave，1897年3月18日—1965年3月28日）是一位在缅甸出生的美国传教士、医师和作家。1965年3月28日，他在自己毕生工作的缅甸南坎医院逝世。

## 生平
西格雷夫出生于缅甸仰光，双亲是美国浸信会的牧师，西格雷夫继承了他们的事业路线成为了缅甸的一名传教士和医师。由于他撰写的书名，有时其本人也被称呼为“缅甸外科医生”（Burma Surgeon）或戈登·外科医生·西格雷夫（Gordon Surgeon Seagrave）。他的第一语言是克伦语。1917年，西格雷夫从美国俄亥俄州的丹尼森大学毕业，其后就读于马里兰州约翰·霍普金斯大学，1921年毕业。他在中缅边境地区行医近二十年，主要从事医药与外科手术方面的工作。1920年9月11日，他与马里恩·格雷斯（Marion Grace）结婚，育有四个孩子，其中一人是著名作家斯特林·西格雷夫。1942年，西格雷夫加入美國陸軍醫務部隊，至约瑟夫·史迪威上將麾下工作，也在中缅印战区缅甸战役中为中国新六军提供服务，曾兼任中国雷允飞机制造厂职工医院院长。1941年帮助史迪威撤退至印度。1945年他回到南坎工作，1945至1946年曾担任英国军事政府缅甸掸邦首席医疗官。1950年，他被新独立的缅甸政府逮捕并指控叛国罪。1951年1月被判处六年监禁，随后1951年11月缅甸最高法院推翻判决宣布他无罪。西格雷夫的余生在南坎医院行医。